# Andrei Glanzmann
Pour les articles homonymes, voir Glanzmann.
Andrei Glanzmann est un footballeur puis entraîneur roumain, né le 27 mars 1907 et mort le 23 juin 1988. Il évolue au poste d'attaquant au CA Oradea dans les années 1930. Il compte treize sélections pour deux buts inscrits en sélection et dispute la Coupe du monde 1930

## Biographie
Andrei Glanzmann fait toute sa carrière au CA Oradea au poste d'attaquant hormis une saison disputée avec le Ripensia Timişoara.
Sélectionné pour la Coupe du monde 1930 en Uruguay,  il ne dispute cependant aucune rencontre de la compétition. Il connaît sa première sélection en équipe nationale en mai 1931, face à la Bulgarie, dans une rencontre comptant pour la Coupe des Balkans remportée cinq buts à deux. Pour sa deuxième sélection, il inscrit, en juin, un but lors de la victoire quatre buts à deux face à la Yougoslavie.
Il devient ensuite entraîneur et dirige lors de la saison 1946-1947 le CS Târgu Mureș (ro). Il meurt le 23 juin 1988.